# Leefbaar Nederland (1999-2007)
Leefbaar Nederland (afgekort: LN) was tussen 1999 en 2007 een Nederlandse politieke partij. De partij werd opgericht door Willem van Kooten, Ton Luiting, Broos Schnetz, Jan Nagel en Henk Westbroek, de laatste twee respectievelijk fractievoorzitters van de destijds succesvolle lokale partijen Leefbaar Hilversum en Leefbaar Utrecht. Belangrijkste speerpunt was 'de kloof dichten tussen burger en politiek'.

## Geschiedenis

### Oprichting
Tijdens de jaren 1990 kwam er een beweging van nieuwe lokale partijen in Nederland op, waarvan een heel aantal 'Leefbaar' in de naam droeg. Deze 'Leefbaar'-partijen gaven ieder hun eigen invulling aan het woord 'leefbaar', maar hadden veelal gemeen dat ze zich afzetten tegen de gevestigde landelijke politieke partijen, die niet genoeg naar hun kiezers zouden luisteren.
Geïnspireerd door het succes van deze en hun eigen partijen, presenteerden Jan Nagel van Leefbaar Hilversum en Henk Westbroek van Leefbaar Utrecht het plan om in diezelfde geest een landelijke partij op te richten onder de naam 'Leefbaar Nederland'.
Met name de als rigide benoemde 'bedilzucht van Paars' op het gebied van cultuur en ruimtelijke ordening beschouwden ze als een aantasting van de leefbaarheid in Nederland. Samen met ex-radio-dj en mediaondernemer Willem van Kooten, journalist Ton Luiting en partijvoorzitter van Leefbaar Utrecht Broos Schnetz, vormden zij een eerste tijdelijk bestuur en legden op 25 maart 1999 de partijstatuten en oprichting vast bij de notaris.

### Tweede Kamerverkiezingen 2002

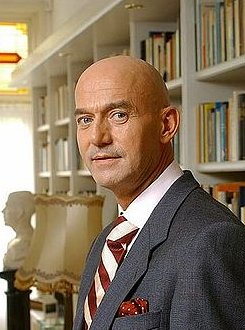
Pim Fortuyn

Met de nieuwgevormde partij wilden de oprichters meedoen aan de Tweede Kamerverkiezingen van 2002. Er werd hoog ingezet: minstens tien zetels wilde men halen, anders zou het gehele bestuur aftreden. Als campagneleider werd Kay van de Linde aangesteld.
In aanloop naar de verkiezingen was Leefbaar Nederland nog op zoek naar een aansprekende lijsttrekker. Van Kooten had iemand op het oog: socioloog, ex-hoogleraar, schrijver en publicist, ex-PvdA-lid en ex-VVD-lid Pim Fortuyn. Hoewel partijvoorzitter Nagel vanaf het begin sceptisch was, stemde het partijbestuur uiteindelijk unaniem in met zijn kandidatuur. Verondersteld werd wel dat Fortuyn zich zou voegen naar de inhoud van het door het partijcongres vast te stellen verkiezingsprogramma. Dat was aan Fortuyn echter niet besteed. Hij had een duidelijk afwijkende visie op bepaalde onderwerpen, zoals op migratie en referenda, en was daarin zeer uitgesproken. Bovendien bemoeide Fortuyn zich met de kandidatenlijst, wat tegen het zere been van het bestuur was. Fortuyn werd daarop teruggefloten. Ook mocht hij van het bestuur niet meer zeggen dat Nederland vol was. Fortuyn stemde in.
Op het partijcongres van 25 november 2001 werd de lijsttrekker gekozen. Fortuyn won royaal met 394 van de 445 stemmen, de nummer twee David Pinto met 19 stemmen, ruim achter zich latend. Met een militair saluut en de woorden "Ik heb er zin an. At your service", besloot hij zijn overwinningsspeech.
De verkiezing van Fortuyn als lijsttrekker zorgde voor uiteenlopende reacties bij de achterban. In de opiniepeilingen was er winst: waar LN halverwege 2001 nog op 3 zetels stond, waren het er na Fortuyns voordracht als kandidaat-lijsttrekker al 10 geworden en na het congres steeg het verder naar 16 virtuele zetels in januari 2002, met nog vier maanden tot de verkiezingen.
Binnen de partij was er ook felle kritiek van een aantal leden, onder wie van Manuel Kneepkens, dichter en fractievoorzitter van Stadspartij Leefbaar Rotterdam, die uit onvrede samen met nog een aantal andere leden opstapte en een nieuwe partij Duurzaam Nederland begon.
Ook het bestuur ergerde zich in toenemende mate aan de lijsttrekker, niet in de minste plaats om Fortuyns solistische optreden en te rechtse koers. Tijdens de campagne sprak Fortuyn regelmatig in felle bewoordingen over de islam en het asielbeleid. Ook de opmerking van Fortuyn waarin hij de kandidatenlijst van zijn eigen partij 'een beetje dun' noemde, viel slecht.
Olie op het vuur was een interview in de Volkskrant van 9 februari 2002 waarin Fortuyn de islam een achterlijke cultuur noemde, artikel 1 van de Grondwet ter discussie stelde en een pleidooi hield voor het sluiten van de grenzen voor asielzoekers. Op de opmerking van de interviewers dat hij dat laatste niet mocht zeggen van zijn partij, reageerde Fortuyn: "Nou, daar moest ik me maar eens niet zoveel meer van aantrekken."
Op dezelfde dag nog als dat het interview gepubliceerd werd, op zaterdag 9 februari, kwam het bestuur voor spoedoverleg bijeen om met Fortuyn te spreken. Fortuyn leek niet bereid zijn woorden terug te nemen of zijn koers te wijzigen, waarop hij door het bestuur werd afgezet als lijsttrekker. Vier dagen later richtte hij zijn eigen partij op: Lijst Pim Fortuyn.
Na het plotselinge vertrek van Fortuyn daalde LN in de peilingen, van 22 zetels begin februari naar 6 zetels in maart. Veel aanhangers waren met Fortuyn meegegaan naar zijn nieuwe partij. Er moest een nieuwe lijstaanvoerder komen. Op 10 maart 2002 werd de Amsterdamse officier van justitie Fred Teeven met ruime steun gekozen tot nieuwe lijsttrekker.
Leefbaar Nederland behaalde bij de Tweede Kamerverkiezingen op 15 mei 2002 uiteindelijk twee zetels, die ingenomen werden door Teeven en Dick Jense. Een derde zetel – die zou worden ingenomen door voormalig CDA-minister Tjerk Westerterp – haalde de partij net niet. Het partijbestuur onder leiding van Jan Nagel, dat constateerde dat het doel van minimaal tien zetels niet behaald was, trok zijn consequenties en stapte op.
De partij van de afgezette lijsttrekker Fortuyn was succesvoller. Deze behaalde 26 zetels. Fortuyn zou de verkiezingen zelf overigens niet meemaken. Hij werd negen dagen voor de verkiezingen vermoord.

### Tweede Kamerverkiezingen 2003
Voor de Tweede Kamerverkiezingen van 2003 leek aanvankelijk Teeven opnieuw lijsttrekker te worden, maar het bestuur vond hem niet aansprekend genoeg, en schoof Emile Ratelband voor die post naar voren. Dit stuitte op fors verzet van Teeven, alsook van een groot aantal partijleden. Verschillende facties binnen de partij trokken stelling tegen elkaar. Zo werkte de kamerfractie rond Fred Teeven samen met de regiobestuurders en de jongerenafdeling tegen het bestuur en de Vrije Indische Partij. Tijdens de algemene ledenvergadering waarin de lijsttrekker uiteindelijk moest worden vastgesteld, diende Teeven een motie van wantrouwen in tegen het bestuur. Toen deze motie onvoldoende werd gesteund, trok Teeven zich terug. In de daaropvolgende tumultueuze lijsttrekkersverkiezing won Haitske van de Linde van Ratelband. Met hulp van de jongerenafdeling die actief voor haar lobbyde wist ze nipt meer stemmen te trekken dan Ratelband. Ratelband nam daarop, met nog minder succes, met een eigen lijst deel aan de verkiezingen.
Op 22 januari 2003 gingen de twee in 2002 gewonnen zetels weer verloren.
Aan de Europese Parlementsverkiezingen 2004 nam de partij Leefbaar Europa deel, maar behaalde geen zetels. Ondanks de naamverwijzing en het feit dat de partij het 'leefbare gedachtegoed' als uitgangspunt had, was er geen directe band met Leefbaar Nederland en had de partij een conservatief-katholieke achtergrond.  
Fons Zinken werd in 2004 interim-voorzitter van Leefbaar Nederland.

### Teloorgang
Op 27 juli 2006 werd bekend dat de partij niet zou deelnemen aan de Tweede Kamerverkiezingen 2006 en vermoedelijk zou ophouden te bestaan. De oorzaak daarvan waren verschillende uitstaande schulden en claims, die Leefbaar Nederland niet meer kon betalen. Zo zou het ministerie van Binnenlandse Zaken 107.000 euro aan verleende partijsubsidie voor een op te richten scholingsinstituut en een wetenschappelijk bureau terug willen. Op 10 september 2007 maakte voorzitter Zinken de definitieve ontbinding van de partij bekend; de juridische strijd om de subsidie werd door de staat gewonnen.

## Standpunten
De partij stond een versterking van het democratisch gehalte van de Nederlandse samenleving voor, onder meer door burgers meer zeggenschap te geven door volksreferenda, maar ook door hen aan te spreken op hun verantwoordelijkheden.
Speerpunten van het verkiezingsprogramma voor mei 2002 waren: verzet tegen 'oude partijen' en meer invloed voor de kiezer, meer zeggenschap en verantwoordelijkheden voor de burger, bestrijding van de bureaucratie en een rechtvaardig asielbeleid.

## Trivia
Van maart 1981 tot augustus 1986 was al eerder een partij actief onder de naam Leefbaar Nederland. De naam is van deze partij overgenomen.
In het logo van de partij werd in eerste instantie een lieveheersbeestje afgebeeld. Na protest van de Stichting Tegen Zinloos Geweld, die het diertje al jaren opvoerde in haar campagnes en acties, besloot LN af te zien van het gebruik van de beeltenis. Op de plek van het lieveheersbeestjes kwam een lachend zonnetje.